# Zilveren Jubileumsmedaille van de Sultan van Brunei
De Zilveren Jubileumsmedaille van de Sultan van Brunei (Engels: "Sultan of Brunei Silver Jubilee Medal") werd in 1992 ingesteld ter ere van het zilveren regeringsjubileum van Sultan, de heerser van Brunei. De Indonesische vorst volgde daarmee het voorbeeld van de Europese hoven waar een dergelijke herinneringsmedaille vaak wordt ingesteld bij kroningen en jubilea.
Ook Elizabeth II van het Verenigd Koninkrijk, een nauwe bondgenoot van Brunei, werd onderscheiden met deze decoratie.